# Крісті Марано
Крісті Марано (англ. Kristie Marano; нар. 24 січня 1979, Олбані, штат Нью-Йорк) — американська борчиня вільного стилю, дворазова чемпіонка, п'ятиразова срібна та дворазова бронзова призерка чемпіонатів світу, триразова переможниця Панамериканських чемпіонатів, чемпіонка Панамериканських ігор, дворазова переможниця, срібна та бронзова призерка Кубків світу.				
Боротьбою займається з 1995 року.				

## Виступи на Чемпіонатах світу
| Змагання                        | Збірна | Вагова категорія | Місце  |
| ------------------------------- | ------ | ---------------- | ------ |
| Чемпіонат світу з боротьби 1996 | США    | 75 кг            | Срібло |
| Чемпіонат світу з боротьби 1997 | США    | 75 кг            | Срібло |
| Чемпіонат світу з боротьби 1998 | США    | 75 кг            | Срібло |
| Чемпіонат світу з боротьби 1999 | США    | 75 кг            | Срібло |
| Чемпіонат світу з боротьби 2000 | США    | 68 кг            | Золото |
| Чемпіонат світу з боротьби 2002 | США    | 67 кг            | Бронза |
| Чемпіонат світу з боротьби 2003 | США    | 67 кг            | Золото |
| Чемпіонат світу з боротьби 2006 | США    | 72 кг            | Бронза |
| Чемпіонат світу з боротьби 2007 | США    | 72 кг            | Срібло |
| Чемпіонат світу з боротьби 2010 | США    | 67 кг            | 12     |

## Виступи на Панамериканських чемпіонатах
| Змагання                                   | Збірна | Вагова категорія | Місце  |
| ------------------------------------------ | ------ | ---------------- | ------ |
| Панамериканський чемпіонат з боротьби 1997 | США    | 75 кг            | Золото |
| Панамериканський чемпіонат з боротьби 2001 | США    | 68 кг            | Золото |
| Панамериканський чемпіонат з боротьби 2011 | США    | 63 кг            | Золото |

## Виступи на Панамериканських іграх
| Змагання                  | Збірна | Вагова категорія | Місце  |
| ------------------------- | ------ | ---------------- | ------ |
| Панамериканські ігри 2007 | США    | 72 кг            | Золото |

## Виступи на Кубках світу
| Змагання                    | Збірна | Вагова категорія | Місце  |
| --------------------------- | ------ | ---------------- | ------ |
| Кубок світу з боротьби 2003 | США    | 67 кг            | Золото |
| Кубок світу з боротьби 2005 | США    | 67 кг            | Золото |
| Кубок світу з боротьби 2006 | США    | 72 кг            | Бронза |
| Кубок світу з боротьби 2011 | США    | 67 кг            | Срібло |

## Виступи на інших змаганнях
| Змагання                                                | Збірна | Вагова категорія | Місце  |
| ------------------------------------------------------- | ------ | ---------------- | ------ |
| Відкритий чемпіонат Манітоби з боротьби 2003            | США    | 67 кг            | Срібло |
| Міжнародний меморіал Дейва Шульца 2003                  | США    | 63 кг            | Срібло |
| Відкритий чемпіонат Манітоби з боротьби 2004            | США    | 63 кг            | Срібло |
| Міжнародний меморіал Дейва Шульца 2004                  | США    | 63 кг            | Золото |
| Klippan Lady Open 2004                                  | США    | 63 кг            | Срібло |
| Міжнародний меморіал Дейва Шульца 2006                  | США    | 67 кг            | Золото |
| Klippan Lady Open 2006                                  | США    | 67 кг            | Золото |
| Гран-прі Німеччини з боротьби 2010                      | США    | 72 кг            | 8      |
| Відкритий міжнародний турнір Sunkist Kids 2010          | США    | 67 кг            | Золото |
| Міжнародний турнір Ньюйоркського атлетичного клубу 2010 | США    | 63 кг            | Золото |
| Відкритий міжнародний турнір Sunkist Kids 2011          | США    | 63 кг            | Бронза |
| Відкритий чемпіонат Монголії з боротьби 2012            | США    | 72 кг            | 5      |
| Гран-прі «Харі Рам» 2012                                | США    | 72 кг            | Срібло |